# Alžběta Havrančíková
Alžběta Havrančíková (née le 27 septembre 1963) est une ancienne fondeuse slovaque.

## Coupe du monde
- Meilleur classement final : 2e en 1989.
- 3 podiums dont 2 victoires.

### Détail des victoires individuelles
| Date             | Lieu        | pays               | Compétition |
| ---------------- | ----------- | ------------------ | ----------- |
| 10 décembre 1988 | La Féclaz   | France             | 5 km TL     |
| 15 janvier 1989  | Klingenthal | Allemagne de l'Est | 30 km TL    |

Légende :

TC = classique

TL = libre

MS = départ en masse

HS = départ avec handicap

PU = poursuite